# Tonbridge and Malling
Tonbridge and Malling è un borough del Kent, Inghilterra, Regno Unito, con sede a West Malling.
Il distretto fu creato con il Local Government Act 1972, il 1º aprile, 1974 dalla fusione del Distretto urbano di Tonbridge e del Distretto rurale di Malling, con parte del Distretto rurale di Tonbridge.

## Organizzazione
Il Tonbridge & Malling District Council ha base a Tonbridge e Kings Hill. Per ragioni politiche il distretto è diviso in 26 ward, tra cui sette che compongono la città di Tonbridge (Cage Green, Castle, Higham, Judd, Medway, Trench e Vauxhall) e quelle esterne che raggruppano villaggi, anche con consigli di parrocchia:
- Aylesford
- Blue Bell Hill & Walderslade
- Borough Green & Lenham
- Ditton
- East Malling,
- East Peckham & Golden Green
- Hadlow, Mereworth & West Peckham
- Hildenborough
- Ightham
- Kings Hill
- Larkfield - 2 ward: North and South
- Snodland - 2 ward: East & West
- Wateringbury
- West Malling & Leybourne
- Wrotham

## Parrocchie civili
- Addington
- Aylesford
- Birling
- Borough Green
- Burham
- Ditton
- East Malling and Larkfield
- East Peckham
- Hadlow
- Hildenborough
- Ightham
- Kings Hill
- Leybourne
- Mereworth
- Offham
- Platt
- Plaxtol
- Ryarsh
- Shipbourne
- Snodland
- Stansted
- Trottiscliffe
- Wateringbury
- West Malling
- West Peckham
- Wouldham